# ادی بربنکس
ادی بربنکس (انگلیسی: Eddie Burbanks; ۱ آوریل ۱۹۱۳ – ۲۶ ژوئیهٔ ۱۹۸۳) بازیکن فوتبال اهل بریتانیا بود.
از باشگاه‌هایی که در آن بازی کرده‌است می‌توان به باشگاه فوتبال ساندرلند اشاره کرد.